# 泰勒·贝兹
泰勒·贝兹（英語：Tyler bates，1965年6月5日—）是一位美国电影、电视剧及游戏音乐作曲家。曾为导演羅伯·殭屍的《月光光心慌慌·殺清光》、《惡靈07 月光光心慌慌》、《獵殺猛鬼公路》；查克·史奈德的《300壯士：斯巴達的逆襲》、《活人生吃》、《守护者》、《殺客同萌》；尼尔·马歇尔的《末日侵袭》、《非礼勿视》；以及詹姆斯·岡恩的《撕裂人》配乐。2011年，贝兹为下列电影配乐。
泰勒贝兹还是PlayStation3平台上的游戏《戰神：崛起》的作曲家。
現為瑪麗蓮·曼森的團員之一，於2015-2017年期間共同製作了The Pale Emperor、Heaven Upside Down兩張專輯。

## 作品

### 电影作品
- 《朝圣之路》
- 《超级英雄》
- 《至暗之时》
- 《蛮王柯南》
- 《殺客同萌》
- 《The Crow: City of Angels》
- 《撕裂人》
- 《地球停转之日》
- 《活人生吃》
  - "The Hangman's Song"
  - "How Will Your God Judge You?"
  - "America Always Sorts Out Its Shit"
  - "That Dog's Just Fucked Up"
  - "Subterannean Sewer Attack"
- 《The Stand》
  - "300壯士：斯巴達的逆襲" (promo short)
- 《千尸屋2》
  - "Shootout"
  - "Staples"
  - "Another Failed Escape"
  - "Mama Pulls the Trigger"
- 《The Last Time I Committed Suicide》
- 《City of Ghosts》
- 《BAADASSSSS!》
  - "Angel Muse"
  - "Bills' L.A. River Stunt"
- 《大开杀戒》
  - "Main Titles"
  - "House Of Cards"
  - World Upside Down
- 《The Dead Will Tell》
  - "Emily Investigates"
  - "I Had A Breakdown"
- 《Night at the Golden Eagle》
  - "Gabriel"
  - Closet Voyeur"
- 《Wasted》
  - "Back On Junk"
- 《非礼勿视》
  - "Making a Monster"
- 《Shriek If You Know What I Did Last Friday the Thirteenth》
- 《月光光心慌慌·殺清光》
- 《300壯士：斯巴達的逆襲》
- 《世界末日》
- 《守護者》
- 《The Haunted World of El Superbeasto》
- 《月光光心慌慌·之大小通殺》
- 《殺客同萌》
- 《银河护卫队》
- 《捍衛任務》
- 《死侍2》

### 游戏作品
- 《戰神：崛起》 (2013)
- 《Rise of the Argonauts》
- 《守護者》
- 《Army of Two: The 40th Day》
- 《變形金剛：賽博坦之戰》
- 《變形金剛：賽博坦殞落》

### 电视剧作品
- 《加州靡情》
  - "Hank's Theme"
  - "Dale's Energy"
  - "Title Theme"
- 《PG Porn》
- 《Sym-Bionic Titan》

### 音樂專輯
- 《The Pale Emperor》
- 《Heaven Upside Down》

## 相关链接
- 泰勒贝兹官方网站(includes samples of music and many video clips from movies worked on)
- Tyler Bates在互联网电影资料库（IMDb）上的資料（英文）
- 关于泰勒贝兹电影［守护者］的博客
- 泰勒贝兹电影［守护者］的访谈 （页面存档备份，存于）
- 泰勒贝兹在格莱美博物馆的讲座 （页面存档备份，存于）
- Shock Till you Drop的访谈 （页面存档备份，存于）

1. 1 2 3  Birchmeier, Jason. . AllMusic.   [June 20, 2021]. （原始内容存档于2022-04-26）.